# 臨時除目
臨時除目（りんじじもく）は、小除目（こじもく）と呼び、春や秋に行われる恒例の除目以外に臨時に実施される小規模な除目のこと。

## 概要
正式な除目の手続を簡略化した方法で実施され、何らかの事情を空席となった官職を決定する除目の他、大嘗会の際に主基・悠紀国に指定された国の国司の任命（大嘗会国司除目）や賀茂祭や追儺などの特定の行事に関する人事を行う場合など、特定の名称をつけて行う臨時除目も存在した。
平安時代末期に財政が逼迫すると、成功に応じた者に対して衛府・馬寮・内舎人の官職を与える臨時除目が度々実施され、その結果定員の数倍の任官が行われる場合もあった。このため、鎌倉時代の徳政の中に成功とそれに伴う臨時除目を抑制して定員以内に戻そうとする動きも生じた。